# ОШ „Јован Цвијић” Костолац
ОШ „Јован Цвијић” једна је од основних школа у Пожаревцу. Налази се у улици Првомајска 1 у Костолцу. Име је добила по Јовану Цвијићу, научнику, оснивачу Српског географског друштва, председнику Српске краљевске академије, професору и ректору Београдског универзитета, почасном доктору Универзитета Сорбоне и Карловог универзитета у Прагу.

## Историјат
Развој школства у Костолцу је нераскидиво повезан са развојем рударства и рударског насеља. Године 1885. је отворена прва школа на Руднику коју су похађала деца рудара. Потпунији подаци о њеном раду су уништени током немачке окупације у Другом светском рату.
Костолац је добио прву Четворогодишњу основну школу са четрдесет ученика 1944—1945. године. Следеће школске године је основана и Нижа гимназија, тако да су и основци и гимназијалци користили исту школску зграду која се налазила поред тадашњег ресторана „Касина”. Њима се касније придружило једно одељење Вечерње гимназије за образовање одраслих и једно одељење Школе ученика у привреди. Настава се одвијала у три смене иако је школска зграда била неадекватна, мрачна и без дворишта, директно окренута уличној вреви. Неколико година је коришћена и зграда бивше ЕПС Енергије Костолац. Школске 1950—1951. уједињују се Четворогодишња основна школа и Нижа гимназија у јединствену осмогодишњу основну школу.
Данашња школска зграда је етапно грађена од 1951. до 1957. године. Касније је дограђивана, све до 2004. године, тако да сада у свом саставу има ђачку кухињу са трпезаријом и боравком, зубну ординацију и спортску салу. Простор основне школе до 1968. године је користила Техничка школа, а све до 1970. године и дечји вртић.
До 1957. године основна школа је била самостална, а те године јој се прикључују четвороразредне школе из Старог Костолца, Кленовника и Петке, када добија име Основна школа „Моша Пијаде”.  Наредне године јој се прикључује и четворогодишња школа из Острова. Године 1970. је покренут први школски лист „Глас пионира”. Времена су се мењала, материјалне прилике постајале теже, објављивање часописа бивало повремено док се није потпуно угасио. Обновљен је 1995. године под новим називом „Ђачко перо”. Пошто је први број изашао у јануару, тематски је лист био посвећен првом српском просветитељу Светом Сави. Од 2002. године, Основна школа носи назив „Јован Цвијић”.

## Догађаји
Ученици своја интересовања изражавају кроз секције новинарства, литерарне секције, драмске, рецитаторске, математичке, ликовне, ритмичке, географске, биолошке, техничке, спортске секције и секције карневала које воде предметни наставници.
Догађаји основне школе „Јован Цвијић”:
- Традиционална манифестација „Костолачка жишка”
- Школска слава Свети Сава
- Сајам науке
- Дечија недеља
- Дан здраве хране
- Дан ђака